# Limbé (rivier)
De Limbé is een rivier in het noorden van Haïti. Ze stroomt door de gelijknamige plaats Limbé. De rivier heeft een lengte van 70 kilometer. Het debiet bedraagt 5,6 m³/s. Bij Bas-Limbé stroomt de rivier in de Caraïbische Zee.